# My Favorite Things (canción)
«My Favorite Things» («Mis cosas favoritas») es una canción escrita por Richard Rodgers y Oscar Hammerstein II publicada en el año 1959 para la comedia musical de Broadway The Sound of Music, estrenada en 1959. Forma parte también de la música de la adaptación cinematográfica: The Sound of Music (1965).
En 1965 el tema fue cantado por Julie Andrews en la película que adaptó el musical al cine. El momento en el que la canción es cantada en las dos obras es diferente.
El tema, convertido ya en un estándar de jazz, fue versionado por artistas como John Coltrane, Rod Stewart, Tony Bennett, The Supremes, Vanessa-Mae, Kelly Clarkson, Luther Vandross y Ariana Grande (que la versionó a nombre de «7 Rings»). También anteriormente fue cantado en el año 2012 en el programa de Fox Glee en la tercera temporada de dicho show.